# Nicolás Romero Cáceres
Nicolás Romero Cáceres es un actor y guionista español, nacido en 1950.

## Biografía
Nació en Madrid el 22 de diciembre de 1950. Inicia su trayectoria profesional a principios de los años setenta en televisión. Debuta con el programa Hoy también es fiesta (1970), al que seguiría su paso por el popular programa Los Chiripitifláuticos (1971-1972), donde dio vida al payaso Poquito. 
A finales de 1973 abandona el espacio para presentar, junto a Yolanda Ríos, Tarde para todos, programa de variedades emitido los domingos por la tarde y donde permanece hasta 1974. Más adelante interviene puntualmente en otros espacios infantiles como La cometa blanca (1981) y presenta Encuentro juvenil con Banesto (1990), siempre en TVE.
A partir de 1983 se inicia como guionista en el programa Barrio Sésamo. Más adelante vendrían Los mundos de Yupi (también en TVE), Piratak (en ETB), que además codirigió.
Sobre los escenarios, deben destacarse sus interpretaciones en el musical Godspell u obras de teatro como Don Juan Tenorio (1974), de José Zorrilla, Los habitantes de la casa deshabitada (1980) y Un marido de ida y vuelta (1986), de Enrique Jardiel Poncela y La venganza de Don Mendo (1987), de Pedro Muñoz Seca, Judit y el tirano (1992), de Pedro Salinas, Tres sombreros de copa (1992), de Miguel Mihura, Los intereses creados (1992), de Jacinto Benavente, La tabernera de los cuatro vientos (1994), de Alberto Vázquez Figueroa y Las cinco advertencias de Satanás (2011), de Enrique Jardiel Poncela.
En 2019 se incorpora a la serie "Servir y proteger" de RTVE para interpretar un pequeño papel durante varios capítulos. Se trata del personaje Jaime Ibáñez, un viejo actor que vive en la calle y que era conocido por haber sido el "Profesor Trapecio" en un programa infantil. Pensaron en él para el personaje precisamente por la asociación con su etapa en Los Chiripitifláuticos.
Interpretó en 2022 a Germán Palomares “el moroso” en el 12x16 de La que se avecina